# Ruth Brand

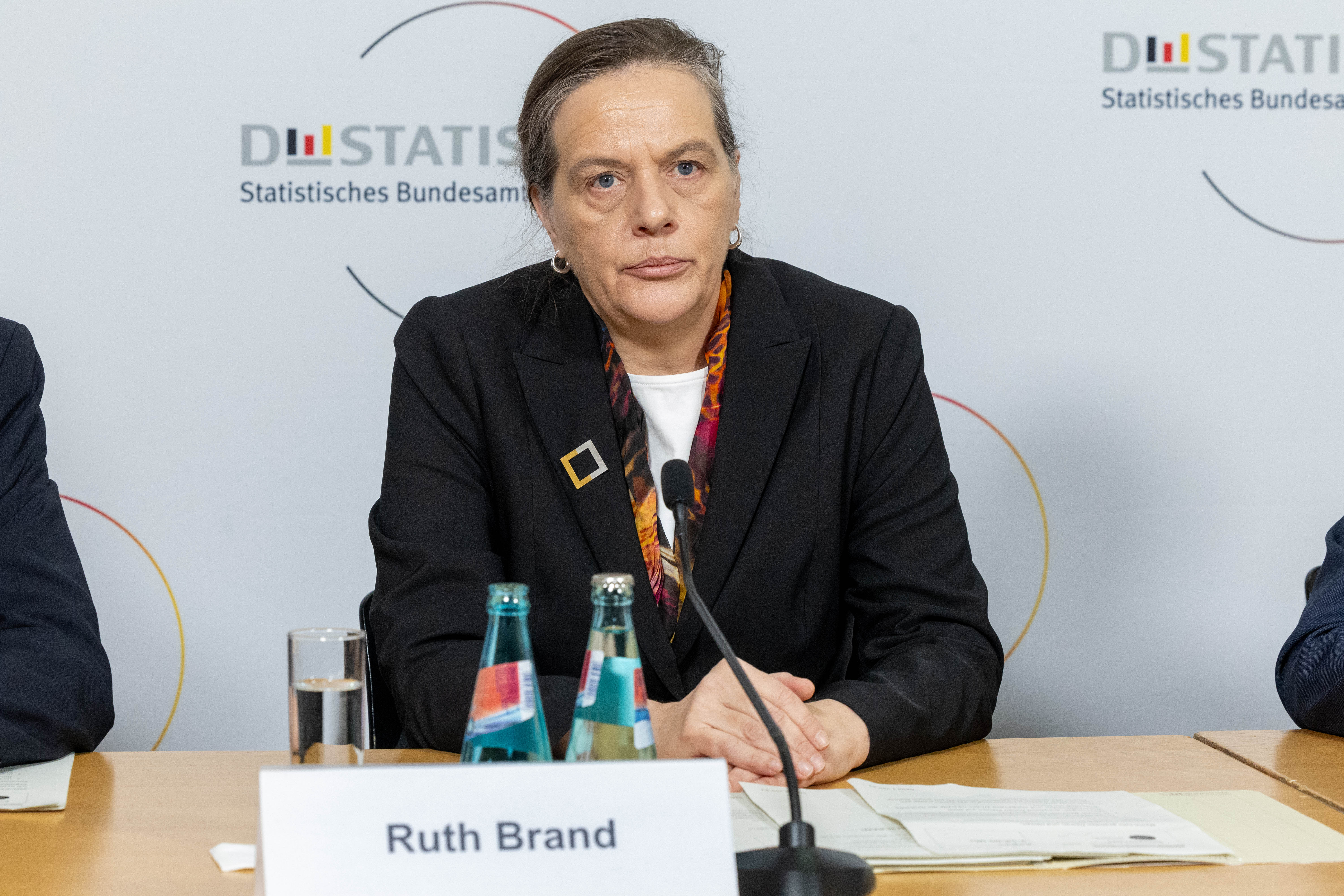
Ruth Brand (2025)

Ruth Brand (* 5. Mai 1967 in Lemgo) ist eine deutsche Bundesbeamtin. Seit dem 1. Januar 2023 ist sie Präsidentin des Statistischen Bundesamtes und als solche mit den Aufgaben der Bundeswahlleiterin betraut. Zuvor leitete sie ab April 2020 das Beschaffungsamt des Bundesministeriums des Innern (BMI).

## Werdegang und Wirken
Brand promovierte 1999 an der Universität Hannover in Wirtschaftswissenschaften über Anonymität von Betriebsdaten: Verfahren zur Erfassung und Maßnahmen zur Verringerung des Reidentifikationsrisikos. Nach einer Tätigkeit als wissenschaftliche Mitarbeiterin bei der Bundesagentur für Arbeit in Nürnberg wechselte sie 2001 zum Statistischen Bundesamt. Dort war sie viele Jahre in der Landwirtschaftsstatistik am Standort Bonn tätig. Zwischen 2015 und 2020 leitete sie die Abteilung „Gesundheit, Soziales, Bildung und Private Haushalte“.
Brand wechselte im April 2020 zum Beschaffungsamt des BMI. Sie leitete das Beschaffungsamt, zunächst als Direktorin und von März 2021 bis Dezember 2022 als Präsidentin.
Zum 1. Januar 2023 wurde sie als Nachfolgerin von Georg Thiel Präsidentin des Statistischen Bundesamts und Bundeswahlleiterin. Ruth Brand ist parteilos.

### Vorzeitige Neuwahlen zum Bundestag zum Februar 2025
Kurz nach dem Bruch der Ampelkoalition im Kabinett Scholz im November 2024 forderte die oppositionelle Union einen kurzfristigen Neuwahltermin. Kurz darauf warnte Brand den Bundeskanzler schriftlich über die Herausforderungen, Risiken und Gefahren bei einer nicht ausreichend ausgeschöpften 60-Tage-Frist zwischen Auflösung des Bundestages und Wahltermin. Dem Schreiben folgte eine öffentliche und parteiübergreifend ausgetragene Diskussion um den Versuch einer möglichen Einflussnahme und Parteinahme durch die Bundeswahlleiterin. In der folgenden Befragung durch den Wahlprüfungsausschuss des Deutschen Bundestages am 12. November 2024 wies Brand die Vorwürfe der Parteinahme zurück. Trotz ihres Hinweises, dass ihr Schreiben lediglich als technischer Hinweis zu Durchführungs-Risiken aufgrund einer mit Feiertagen belegten Wahlfrist gemeint gewesen sei, hielten einige Mitglieder des Wahlprüfungsausschusses auch danach an ihrer Auffassung fest, dass der Brief der Versuch der politischen Einflussnahme zur Verhinderung eines frühen Wahltermins gewesen sei.